# AW II
AW II — второй альбом американской экспериментальной супергруппы Ataxia, выпущенный 29 мая 2007 года на лейбле Record Collection.

## Об альбоме
Альбом представляет собой вторую половину единственной сессии записи группы, которая состоялась в январе 2004 года. В состав группы входили Джон Фрушанте (гитара и вокал), Джош Клингхоффер (ударные) и Джо Лэлли (бас-гитара). Альбом выпущен под лейблом Record Collection, как и сольные работы Клингхоффера и Фрушанте.
Утечка альбома в интернет произошла в марте 2006 года. Однако между утечкой и официально выпущенной записью есть несколько отличий. Трек-лист был изменён, некоторые треки были переименованы, а звучание треков претерпело незначительные изменения. После релиза было выпущено несколько физических копий AW II, и в конечном итоге альбом был переиздан 26 октября 2009 года. С апреля 2012 года переиздание больше не доступно.
11 декабря 2012 года виниловое издание пластинки было выпущенно на лейбле Record Collection. Эти переизданные пластинки весом 180 грамм доступны для скачивания в любом из форматов альбома — MP3 или WAV.
В марте 2008 года басист Джо Лэлли, комментируя культ группы и задержку выхода альбома AW II, заявил:
Странно, когда люди начинают обращать на это внимание. Я думаю, мы все согласны с тем, что если бы мы когда-нибудь сделали это снова, мы бы поработали над этим больше; вот почему второй релиз был в некотором роде "понижен". Если бы мы думали, что людям это так интересно, это бы продавалось лучше.

## Список композиций
Издание на Виниле
Слова и музыка всех песен — Джон Фрушанте, Джо Лэлли, Джош Клингхоффер.
| №                   | Название            | Перевод             | Длительность |
| ------------------- | ------------------- | ------------------- | ------------ |
| 1.                  | «Attention»         | Внимание            | 11:45        |
| 2.                  | «Union»             | Союз                | 4:36         |
| 3.                  | «Hands»             | Руки                | 4:04         |
| Общая длительность: | Общая длительность: | Общая длительность: | 20:25        |

| №                   | Название               | Перевод             | Длительность |
| ------------------- | ---------------------- | ------------------- | ------------ |
| 4.                  | «The Soldier»          | Солдат              | 10:03        |
| 5.                  | «The Empty's Response» | Ответ Пустого       | 6:15         |
| Общая длительность: | Общая длительность:    | Общая длительность: | 16:18        |

## Участники записи

### Группа
- Джон Фрушанте — гитара, синтезатор, вокал (все, кроме 5)
- Джо Лэлли — бас-гитара
- Джош Клингхоффер — ударные (все, кроме 5), синтезатор, вокал (5)

### Продюсирование
- Джон Фрушанте — продюсер
- Райан Хьюит — звукорежиссёр, сведение
- Дэйв Коллинз — мастеринг

### Оформление
- Лола Монтес — фотография
- Майк Писцителли — дизайн
- Джон Фрушанте — дизайн